# Afranthidium hamaticauda
Afranthidium hamaticauda är en biart som beskrevs av Pasteels 1984. Afranthidium hamaticauda ingår i släktet Afranthidium och familjen buksamlarbin. Inga underarter finns listade i Catalogue of Life.